# Crotalaria depressa
Crotalaria depressa är en ärtväxtart som beskrevs av Roger Marcus Polhill. Crotalaria depressa ingår i släktet sunnhampor, och familjen ärtväxter. Inga underarter finns listade i Catalogue of Life.